# Piis-Emwar Municipality
Piis-Emwar Municipality är en kommun i Mikronesiska federationen.   Den ligger i delstaten Chuuk, i den västra delen av landet, 600 km väster om huvudstaden Palikir. Antalet invånare är 427. Piis-Emwar Municipality ligger på ön Piis-Emwar Municipality - Losap Atoll South Tip.
Följande samhällen finns i Piis-Emwar Municipality:
- Piis Village